# Notas de euro

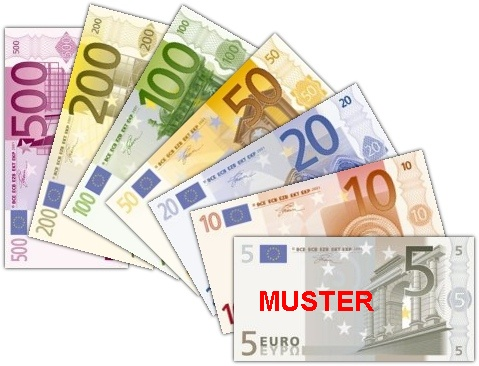
Notas de euro.

As notas de euro são o papel-moeda da área do euro. Estão em circulação desde a emissão da primeira série (também denominada ES1) em 2002. São emitidas pelos bancos centrais nacionais do Eurosistema ou pelo Banco Central Europeu. Em 1999, o euro foi introduzido virtualmente, e em 2002 começaram a circular notas e moedas. O euro assumiu rapidamente as antigas moedas nacionais e expandiu-se lentamente pela União Europeia.

## Especificação
Existem sete denominações diferentes das notas do euro: €5, €10, €20, €50, €100, €200 e €500. Cada um tem uma cor e tamanho distintos. Estas notas são emitidas pelo Banco Central Europeu e colocadas em circulação nos 19 países da União Europeia onde o euro é a moeda oficial: Alemanha, Áustria, Bélgica, Chipre, Eslováquia, Eslovénia, Espanha, Estónia, Finlândia, França, Grécia, Irlanda, Itália, Letónia, Lituânia, Luxemburgo, Malta, Países Baixos e Portugal.
Estas notas circulam igualmente em três Estados europeus que têm acordos monetários com a União Europeia (Mónaco, São Marinho e Vaticano) e ainda em Andorra, Montenegro e Kosovo.
As notas e moedas de euro entraram em circulação no dia 1 de janeiro de 2002.
Portugal apenas coloca em circulação notas de 5, 10, 20, 50 e 100 euros.

## Características das notas
| Imagem | Imagem | Valor | Dimensões (mm) | Cor principal | Cor principal   | Estilo             | Estilo     | Posição da identificação do fabricante | Posição da identificação do fabricante |
| Frente | Verso  | Valor | Dimensões (mm) | Cor principal | Cor principal   | Arquitetura        | Séculos    | Posição da identificação do fabricante | Posição da identificação do fabricante |
| ------ | ------ | ----- | -------------- | ------------- | --------------- | ------------------ | ---------- | -------------------------------------- | -------------------------------------- |
|        |        | €5    | 120 × 62       |               | Cinzento        | Clássica           | < V        | no bordo esquerdo da imagem            |                                        |
|        |        | €10   | 127 × 67       |               | Vermelho        | Românica           | XI-XII     | na estrela das 8 horas                 |                                        |
|        |        | €20   | 133 × 72       |               | Azul            | Gótica             | XIII-XIV   | na estrela das 9 horas                 |                                        |
|        |        | €50   | 140 × 77       |               | Cor de laranja  | Renascentista      | XV-XVI     | no bordo direito da imagem             |                                        |
|        |        | €100  | 147 × 82       |               | Verde           | Barroca & Rococó   | XVII-XVIII | à direita da estrela das 9 horas       |                                        |
|        |        | €200  | 153 × 82       |               | Amarelo torrado | Art Nouveau        | XIX-XX     | por cima da estrela das 7 horas        |                                        |
|        |        | €500  | 160 × 82       |               | Púrpura         | Moderna do séc. XX | XX-XXI     | na estrela das 9 horas                 |                                        |

### 2ª série ES2 (Série Europa, emitido a partir de 2013)
A tabela a seguir mostra as características de projeto da 2ª série (ES2) das notas do euros.
| Imagem  | Imagem  | Valor | Ano  | Dimensões (milímetros) | Cor principal | Cor principal   | Projeto          | Projeto    | Posição do código da impressora | Posição do código da impressora |
| Anverso | reverso | Valor | Ano  | Dimensões (milímetros) | Cor principal | Cor principal   | Arquitetura      | Século     | Posição do código da impressora | Posição do código da impressora |
| ------- | ------- | ----- | ---- | ---------------------- | ------------- | --------------- | ---------------- | ---------- | ------------------------------- | ------------------------------- |
|         |         | €5    | 2013 | 120 × 62 mm            |               | Cinzento        | Clássica         | < V        | Superior direito                |                                 |
|         |         | €10   | 2014 | 127 × 67 mm            |               | Vermelho        | Românica         | XI-XII     | Superior direito                |                                 |
|         |         | €20   | 2015 | 133 × 72 mm            |               | Azul            | Gótica           | XIII-XIV   | Superior direito                |                                 |
|         |         | €50   | 2017 | 140 × 77 mm            |               | Cor-de-laranja  | Renascentista    | XV-XVI     | Superior direito                |                                 |
|         |         | €100  | 2019 | 147 × 82 mm            |               | Verde           | Barroca & Rococó | XVII-XVIII | Superior direito                |                                 |
|         |         | €200  | 2019 | 153 × 82 mm            |               | Amarelo torrado | Art Nouveau      | XIX-XX     | Superior direito                |                                 |

## Elementos de segurança
- Papel fiduciário – com fibras de algodão que conferem textura reconhecível pelo tato e incluem fibras fluorescentes.
- Marca de água – com motivo arquitetónico e valor da nota.
- Filete de segurança – com o valor da nota e a palavra «euro».
- Banda holográfica – nas notas de €5, €10 e €20.
- Elemento holográfico – nas notas de €50, €100, €200 e €500.
- Banda iridescente – nas notas de €5, €10 e €20.
- Elemento que muda de cor – nas notas de €50, €100, €200 e €500.
- Fluorescência – sob luz ultravioleta, de elementos na frente e verso
- Registo frente/verso – compondo, à transparência, o valor da nota no canto superior esquerdo da frente.
- Impressão em talhe doce – conferindo relevo reconhecível pelo tato nas notas de €100, €200 e €500.
- Mini e micro-impressão – na frente no verso de caracteres com 0,8mm e 0,2mm.

## Identificação do país
Contrariamente às moedas de euro, as notas não têm uma face nacional que identifique o país que as pôs em circulação. Esta indicação é dada pelo número de série, um código alfanumérico com 12 caracteres situado no verso da nota.
No número de série, a primeira posição é uma letra que corresponde a um código de cada um dos países do euro; os restantes 11 caracteres são algarismos cuja adição fornece um dígito específico do país – dígito de controlo. É necessário adicionar os dígitos dos números resultantes da adição anterior até se obter um número com um só dígito.
| Código de país | País          | Algarismo de controle |
| -------------- | ------------- | --------------------- |
| Z              | Bélgica       | 9                     |
| Y              | Grécia        | 1                     |
| X              | Alemanha      | 2                     |
| (W)            | (Dinamarca)   | (3)                   |
| V              | Espanha       | 4                     |
| U              | França        | 5                     |
| T              | Irlanda       | 6                     |
| S              | Itália        | 7                     |
| R              | Luxemburgo    | 8                     |
| (Q)            | N/A           | (9)                   |
| P              | Países Baixos | 1                     |
| (O)            | N/A           | (2)                   |
| N              | Áustria       | 3                     |
| M              | Portugal      | 4                     |
| L              | Finlândia     | 5                     |
| (K)            | (Suécia)      | (6)                   |
| (J)            | (Reino Unido) | (7)                   |
| (I)            | N/A           | (9)                   |
| H              | Eslovénia     | 9                     |
| G              | Chipre        | 1                     |
| F              | Malta         | 2                     |
| E              | Eslováquia    | ?                     |
| D              | Estónia       |                       |

## Identificação do fabricante
Na frente da nota, em posições variáveis com o valor da nota, uma sequência alfanumérica que identifica o fabricante da nota. Essa entidade pode ou não ser do país que coloca as notas em circulação, por exemplo, as notas portuguesas são impressas em Portugal e no Reino Unido.
| Código de fabricante | Fabricante                                     | Localização       | País          | Bancos Centrais clientes                                                      |
| -------------------- | ---------------------------------------------- | ----------------- | ------------- | ----------------------------------------------------------------------------- |
| (A)                  | (Bank of England Printing Works)               | (Loughton)        | (Reino Unido) | ---                                                                           |
| (B)                  | N/A                                            | ---               | ---           | ---                                                                           |
| (C)                  | (Tumba Bruk)                                   | (Tumba)           | (Suécia)      | ---                                                                           |
| D                    | Setec Oy                                       | Vantaa            | Finlândia     | L (Finlândia)                                                                 |
| E                    | F. C. Oberthur                                 | Chantepie         | França        | H (Eslovénia), L (Finlândia), U (França)                                      |
| F                    | Österreichische Banknoten und Sicherheitsdruck | Viena             | Áustria       | N (Áustria), P (Países Baixos), T (Irlanda), Y (Grécia)                       |
| G                    | Koninklijke Joh. Enschedé                      | Haarlem           | Países Baixos | N (Áustria), P (Países Baixos), V (Espanha), Y (Grécia)                       |
| H                    | De La Rue                                      | Gateshead         | Reino Unido   | L (Finlândia), M (Portugal), T (Irlanda)                                      |
| (I)                  | N/A                                            | ---               | ---           | ---                                                                           |
| J                    | Istituto Poligrafico e Zecca dello Stato       | Roma              | Itália        | S (Itália)                                                                    |
| K                    | Banc Ceannais na hÉireann                      | Dublim            | Irlanda       | T (Irlanda)                                                                   |
| L                    | Banque de France                               | Chamalières       | França        | U (França)                                                                    |
| M                    | Fábrica Nacional de Moneda y Timbre            | Madrid            | Espanha       | V (Espanha)                                                                   |
| N                    | Banco da Grécia                                | Atenas            | Grécia        | Y (Grécia)                                                                    |
| (O)                  | N/A                                            | ---               | ---           | ---                                                                           |
| P                    | Giesecke & Devrient                            | Munique e Leipzig | Alemanha      | L (Finlândia), P (Áustria), U (França), V (Espanha), X (Alemanha), Y (Grécia) |
| (Q)                  | N/A                                            | ---               | ---           | ---                                                                           |
| R                    | Bundesdruckerei                                | Berlim            | Alemanha      | X (Alemanha), Y (Grécia)                                                      |
| (S)                  | (Danmarks Nationalbank)                        | (Copenhaga)       | (Dinamarca)   | ---                                                                           |
| T                    | Banco Nacional da Bélgica                      | Bruxelas          | Bélgica       | U (França), V (Espanha), Z (Bélgica)                                          |
| U                    | Valora                                         | Carregado         | Portugal      | M (Portugal)                                                                  |